# Calceolaria morisii
Calceolaria morisii är en toffelblomsväxtart som beskrevs av Wilhelm Gerhard Walpers. Calceolaria morisii ingår i släktet toffelblommor, och familjen toffelblomsväxter. Inga underarter finns listade i Catalogue of Life.